# Хуейцзе
26°24′58″ пн. ш. 103°17′50″ сх. д. / 26.41622° пн. ш. 103.29733° сх. д.
Хуейцзе (кит. 会泽县, пін. Huìzé Xiàn) — один із повітів КНР у складі префектури Цюйцзін, провінція Юньнань. Адміністративний центр — містечко Цзіньчжун.

## Географія
Хуейцзе лежить на висоті понад 2100 метрів над рівнем моря в горах Умен на півночі Юньнань-Гуйчжоуського плато.

### Клімат
Повіт знаходиться у зоні, котра характеризується океанічним кліматом субтропічних нагір'їв. Найтепліший місяць — липень із середньою температурою 19 °C. Найхолодніший місяць — січень, із середньою температурою 5,5 °С.
| Клімат повіту Хуейцзе   | Клімат повіту Хуейцзе | Клімат повіту Хуейцзе | Клімат повіту Хуейцзе | Клімат повіту Хуейцзе | Клімат повіту Хуейцзе | Клімат повіту Хуейцзе | Клімат повіту Хуейцзе | Клімат повіту Хуейцзе | Клімат повіту Хуейцзе | Клімат повіту Хуейцзе | Клімат повіту Хуейцзе | Клімат повіту Хуейцзе | Клімат повіту Хуейцзе |
| Показник                | Січ.                  | Лют.                  | Бер.                  | Квіт.                 | Трав.                 | Черв.                 | Лип.                  | Серп.                 | Вер.                  | Жовт.                 | Лист.                 | Груд.                 | Рік                   |
| Середній максимум, °C   | 12,2                  | 14,7                  | 18,9                  | 21,9                  | 23,1                  | 23,5                  | 23,8                  | 23,7                  | 21,4                  | 18,1                  | 15,3                  | 12,4                  | 19,1                  |
| Середня температура, °C | 5,5                   | 7,8                   | 11,4                  | 14,7                  | 16,8                  | 18,4                  | 19                    | 18,5                  | 16,1                  | 12,8                  | 9                     | 5,9                   | 13                    |
| Середній мінімум, °C    | 0,6                   | 2,6                   | 5,7                   | 9                     | 12                    | 14,8                  | 15,6                  | 14,8                  | 12,6                  | 9,3                   | 4,8                   | 1,3                   | 8,6                   |
| Норма опадів, мм        | 12.6                  | 12.1                  | 21.6                  | 30.6                  | 75.6                  | 154.2                 | 174.4                 | 138.7                 | 94.1                  | 50.1                  | 21.2                  | 6.1                   | 791.3                 |
| Вологість повітря, %    | 64                    | 58                    | 54                    | 58                    | 66                    | 76                    | 79                    | 79                    | 80                    | 81                    | 75                    | 70                    | 70                    |
| ----------------------- | --------------------- | --------------------- | --------------------- | --------------------- | --------------------- | --------------------- | --------------------- | --------------------- | --------------------- | --------------------- | --------------------- | --------------------- | --------------------- |
| Джерело: data.cma.cn    |                       |                       |                       |                       |                       |                       |                       |                       |                       |                       |                       |                       |                       |